# Khu phức hợp Hạ viện và Thượng viện Ba Lan
Khu phức hợp Hạ viện và Thượng viện Ba Lan (tiếng Ba Lan: Kompleks budynków Sejmu Rzeczypospolitej Polskiej) là một tổ hợp các tòa nhà nằm ở Warsaw, nơi có tòa nhà trụ sở của Hạ viện và Thượng viện Ba Lan.
Việc xây dựng khu phức hợp bắt đầu sau khi Ba Lan giành lại độc lập vào năm 1918. Việc mở rộng khu phức hợp tiếp tục đến thời hiện đại, với một tòa nhà mới đang được xây dựng từ năm 2014. Tất cả các tòa nhà là một phần của khu phức hợp được quản lý bởi Dinh thự của Quốc hội.

## Các tòa nhà

### Tòa nhà chính Quốc hội
Tòa nhà được xây dựng trong thời gian tái thiết mở rộng nhất của Quốc hội, giữa năm 1949 và 1952. Nó bao gồm các bộ phận hai tầng, được kết nối bởi các đường hầm dưới lòng đất. Con đường hướng đến lối vào chính được tìm thấy bên dưới tòa nhà. Kể từ năm 2016, trên bức tường đối diện với lối vào chính có treo những bức phù điêu được thiết kế bởi Józef Gosławski từ những năm 1950. 

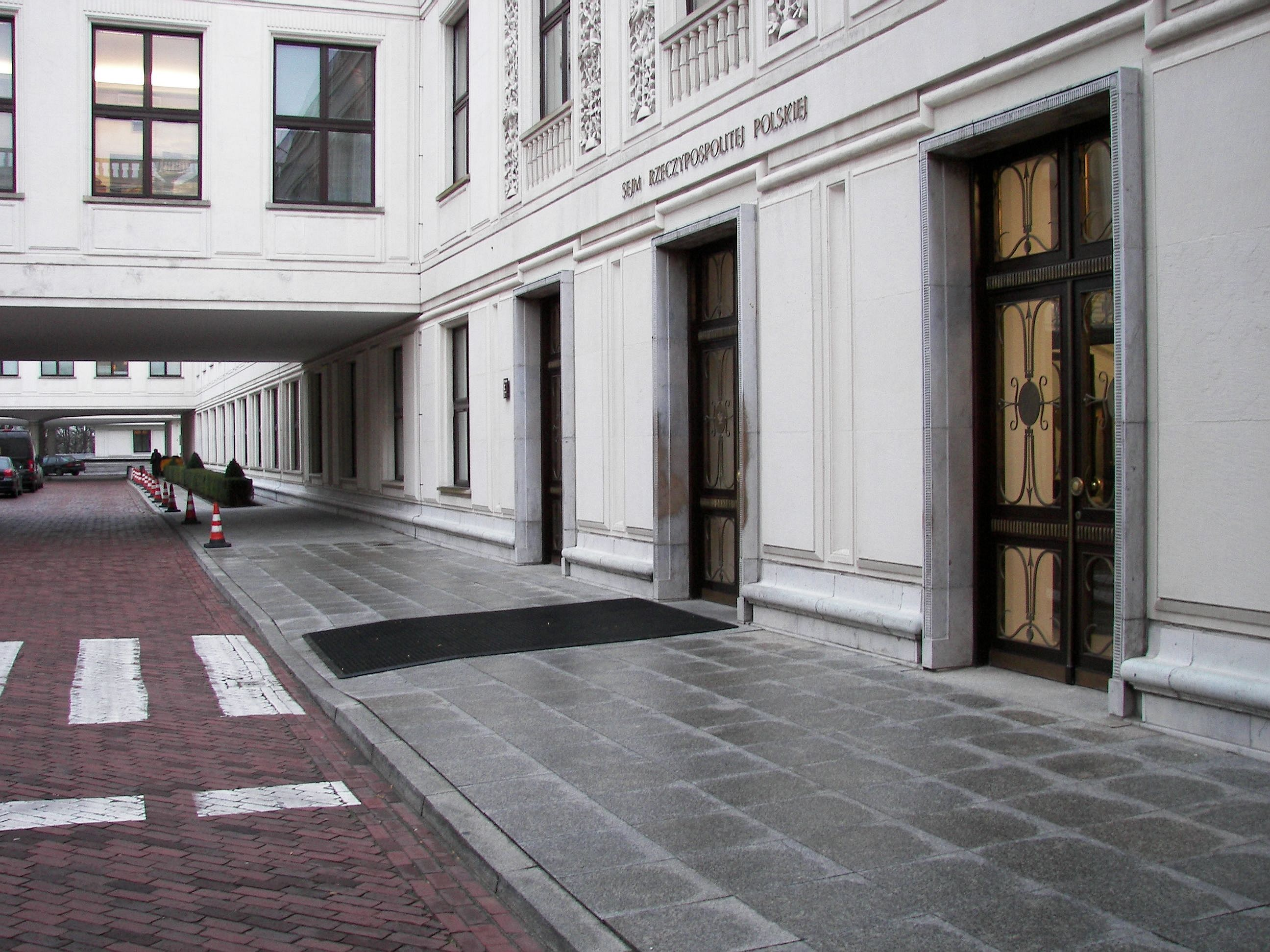
Lối vào chính
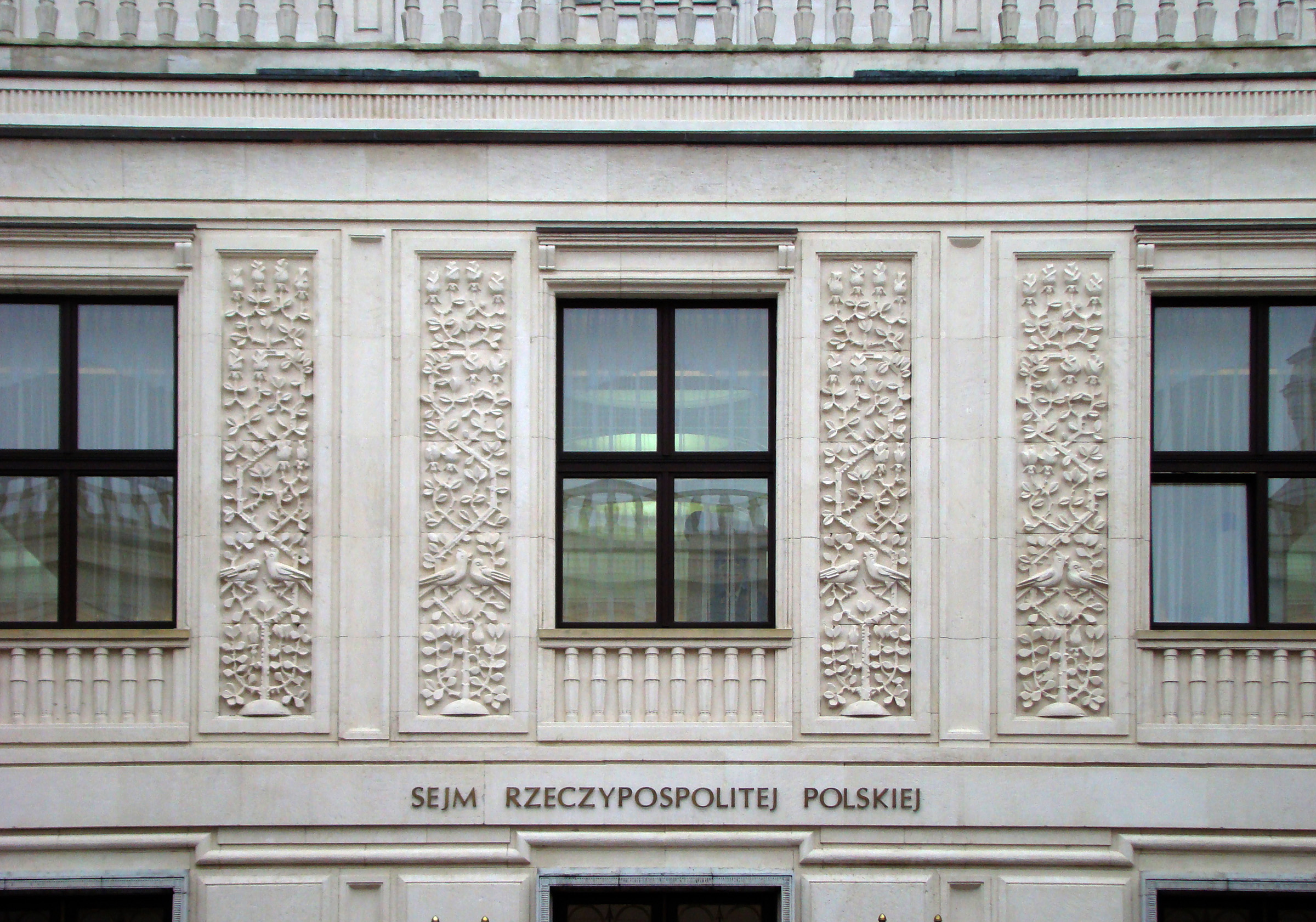
Chi tiết khắc vào sa thạch trắng
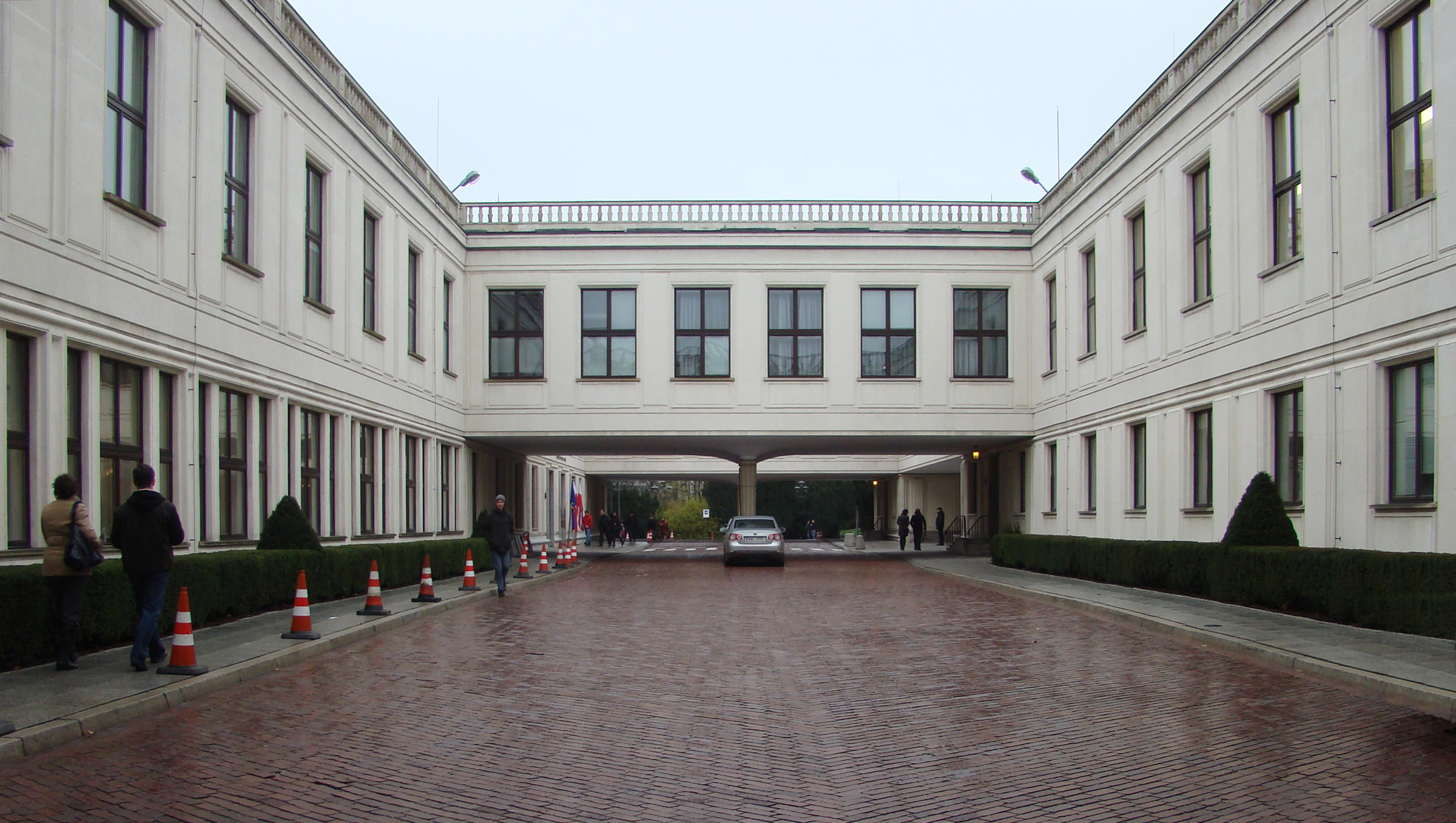
Tòa nhà chính

#### Sảnh chính

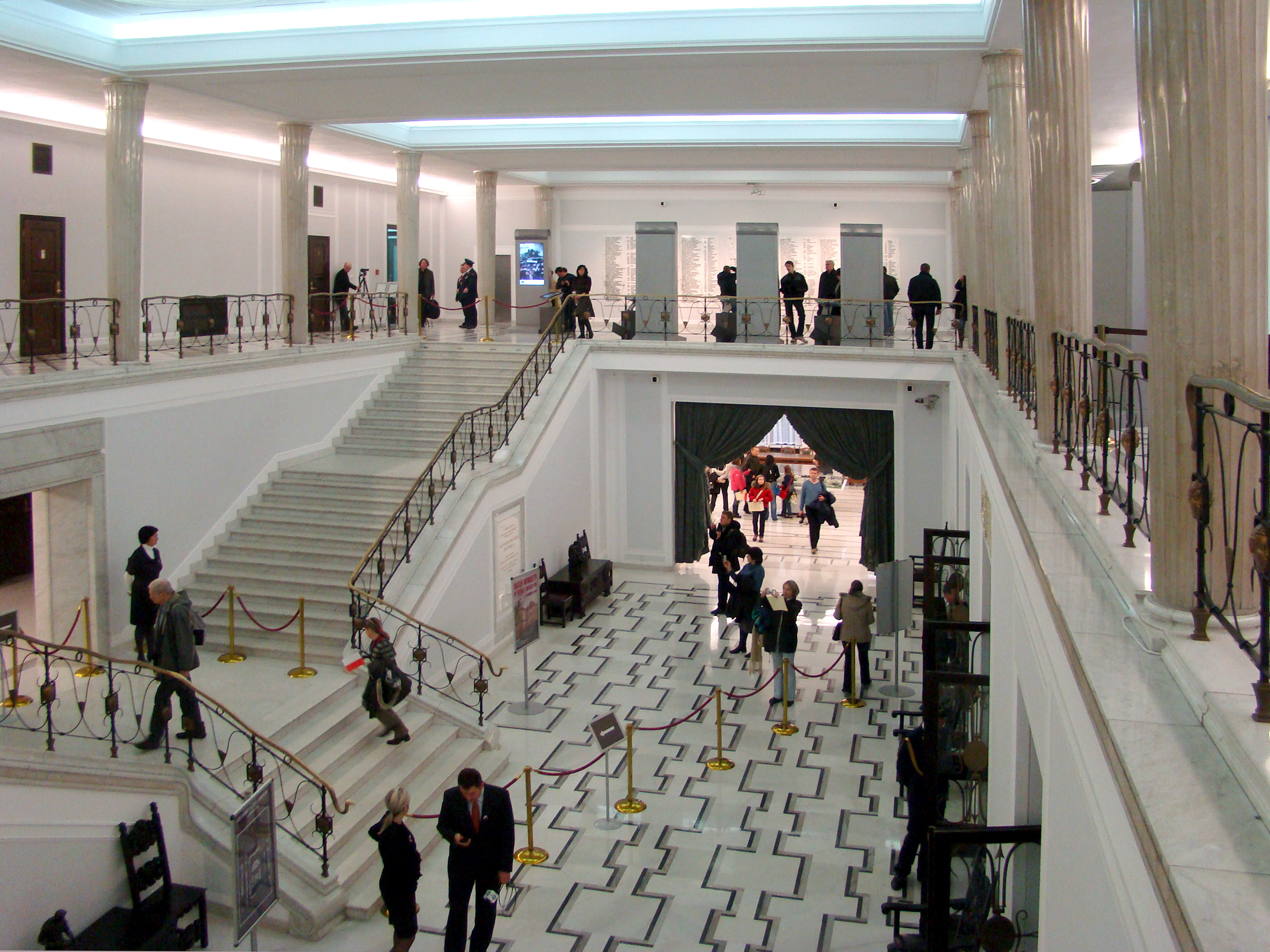
Sảnh chính
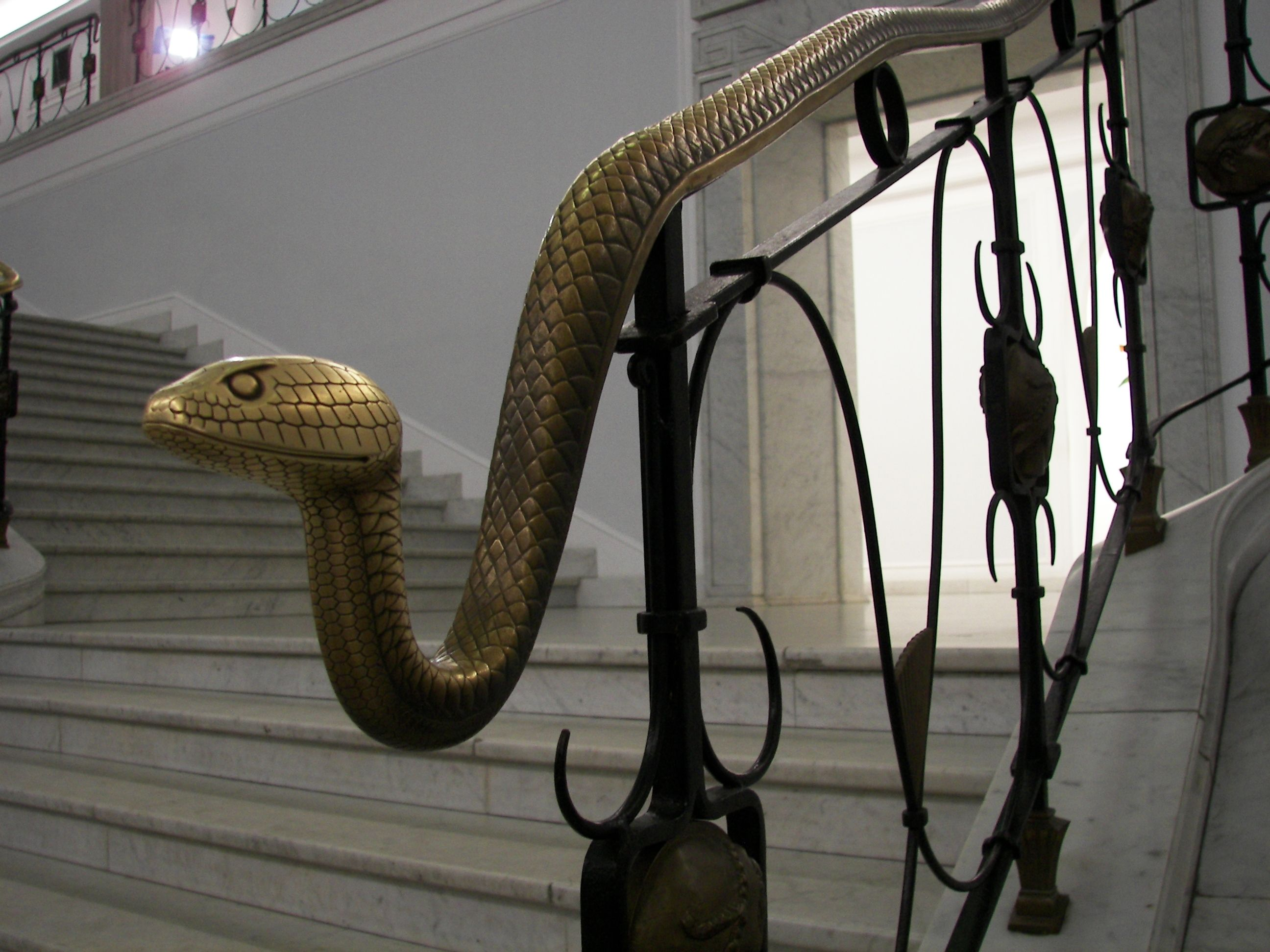
Chi tiết tay vịn
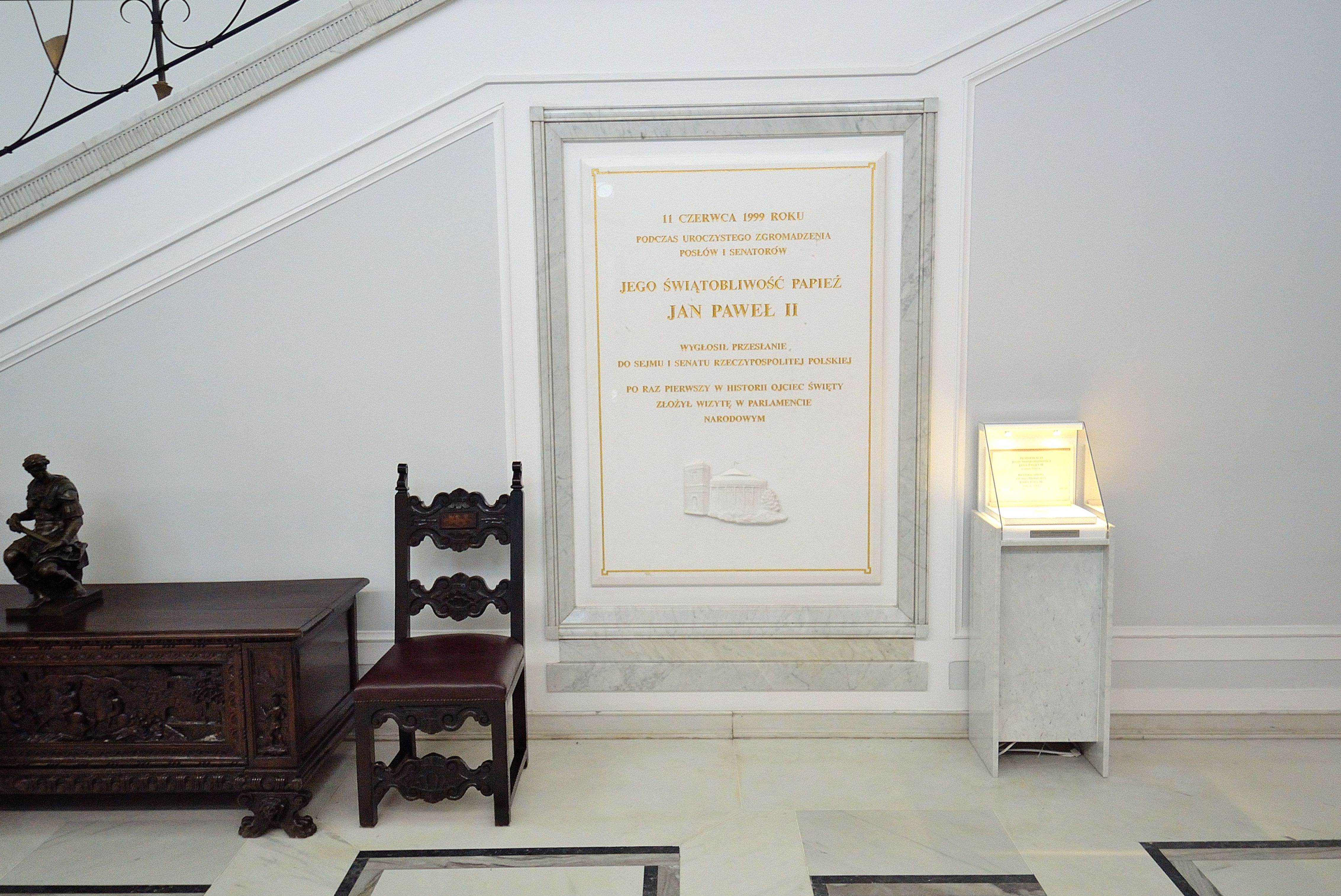
Một trong những tấm bia kỷ niệm chuyến thăm của John Paul II
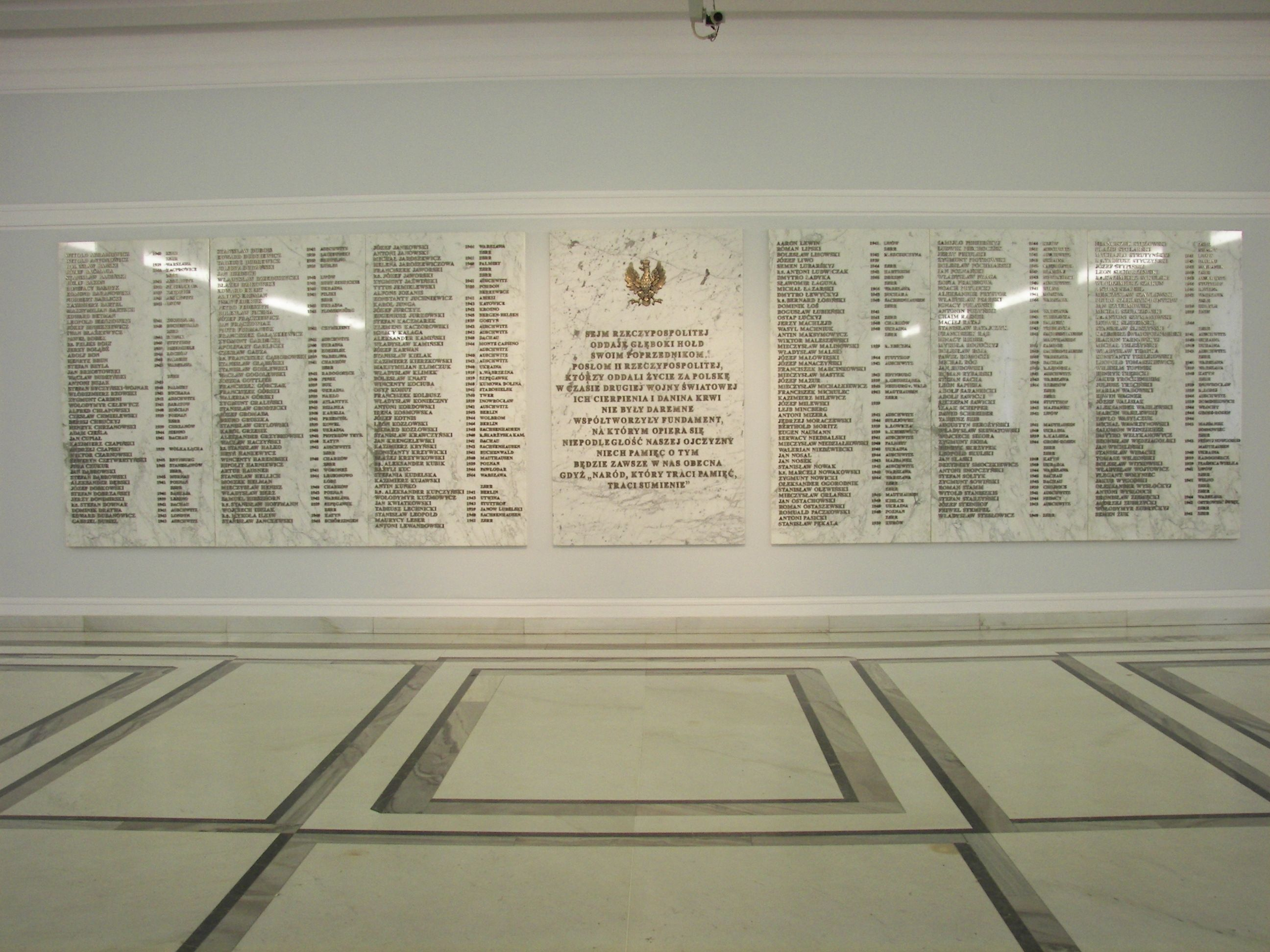
Mảng tưởng niệm các bộ trưởng bị giết trong Thế chiến II
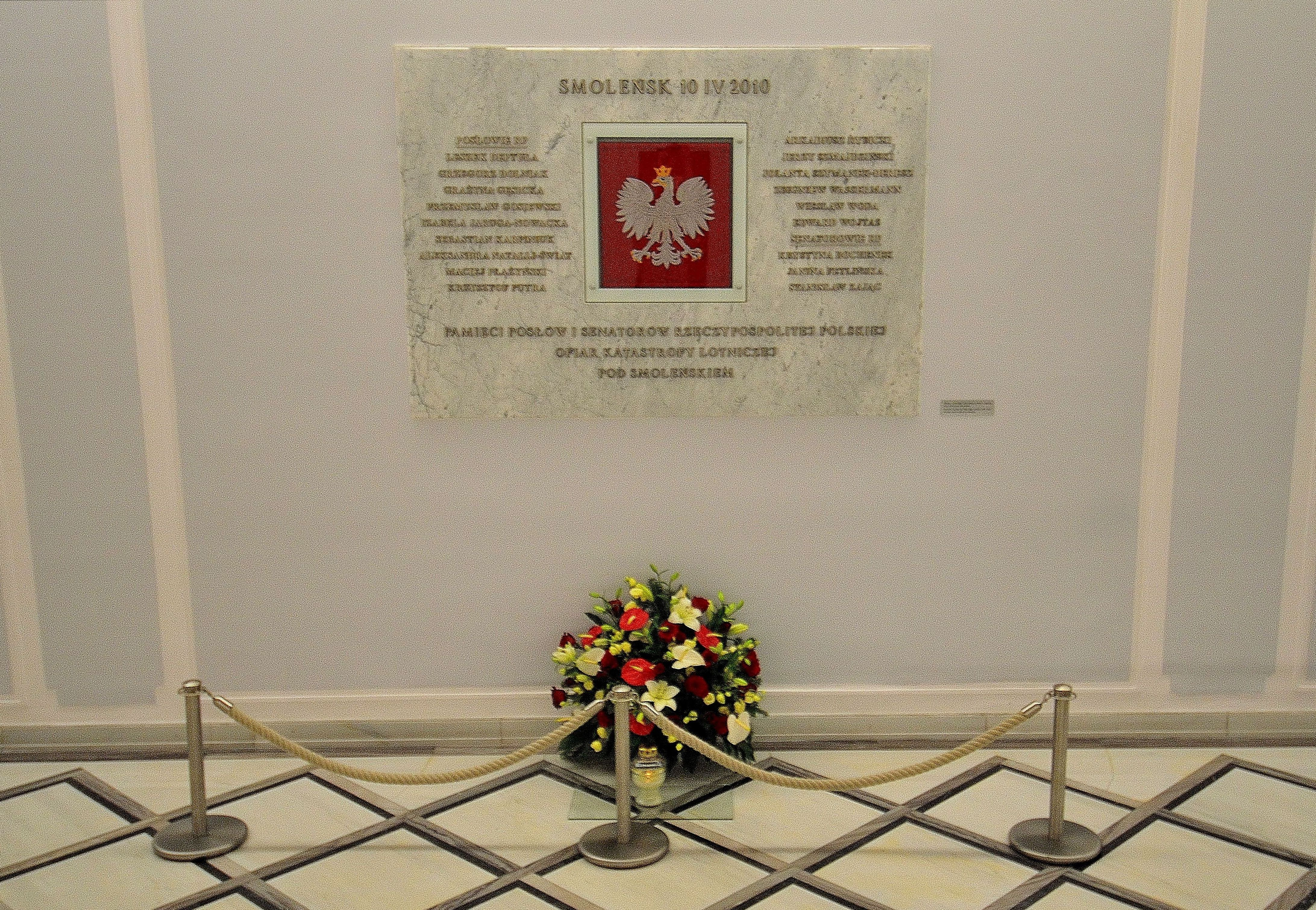
Mảng nhớ những người chết trong thảm họa Không quân Ba Lan 2010

#### Hội trường Quốc hội
Hội trường là trụ sở của Quốc hội, là nơi diễn ra các cuộc họp Quốc hội và Thượng viện chung, và là nơi diễn ra lễ nhậm chức cùng lời thề của Tổng thống mới được bầu của Cộng hòa Ba Lan. 

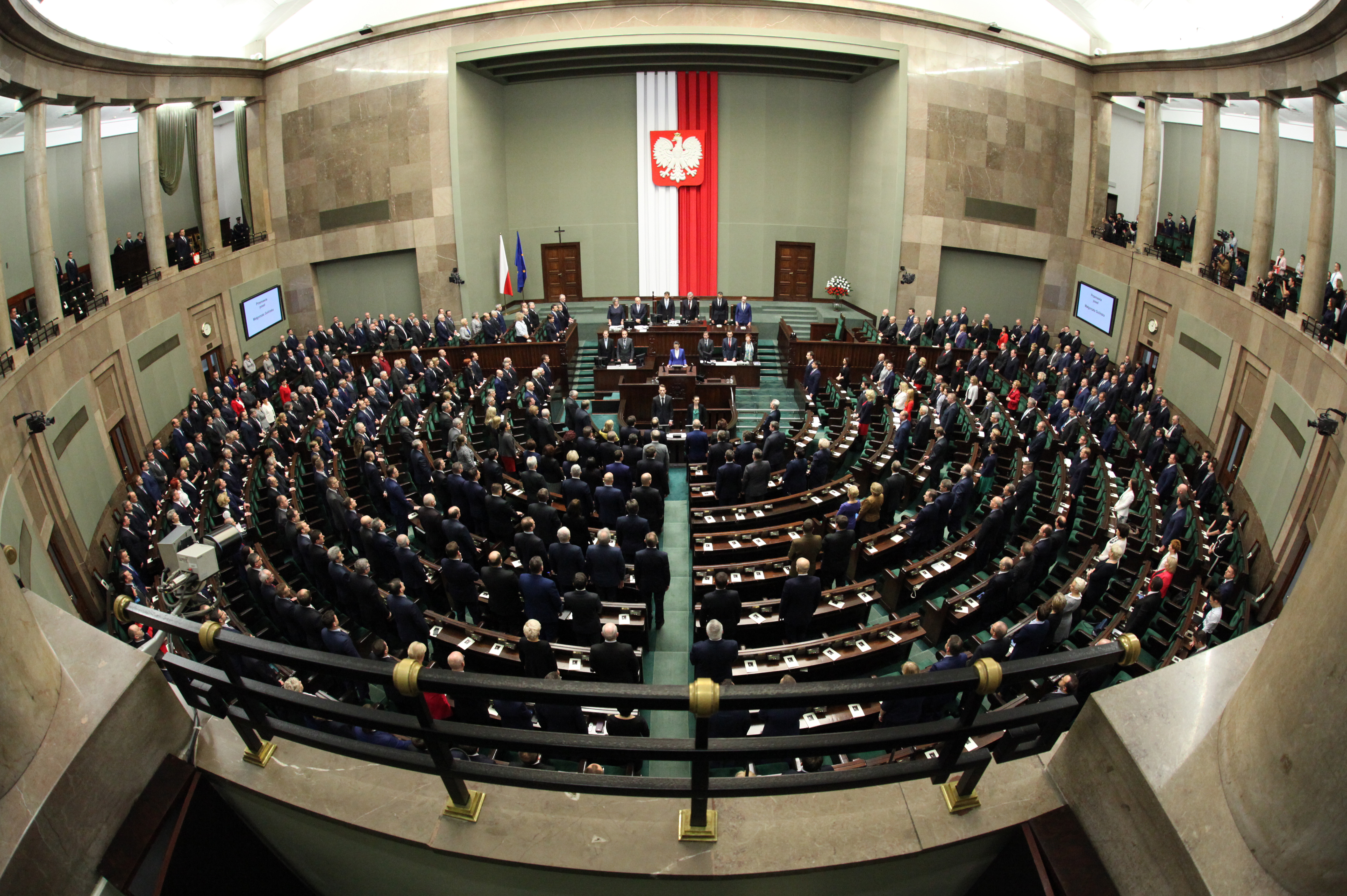
Hội trường
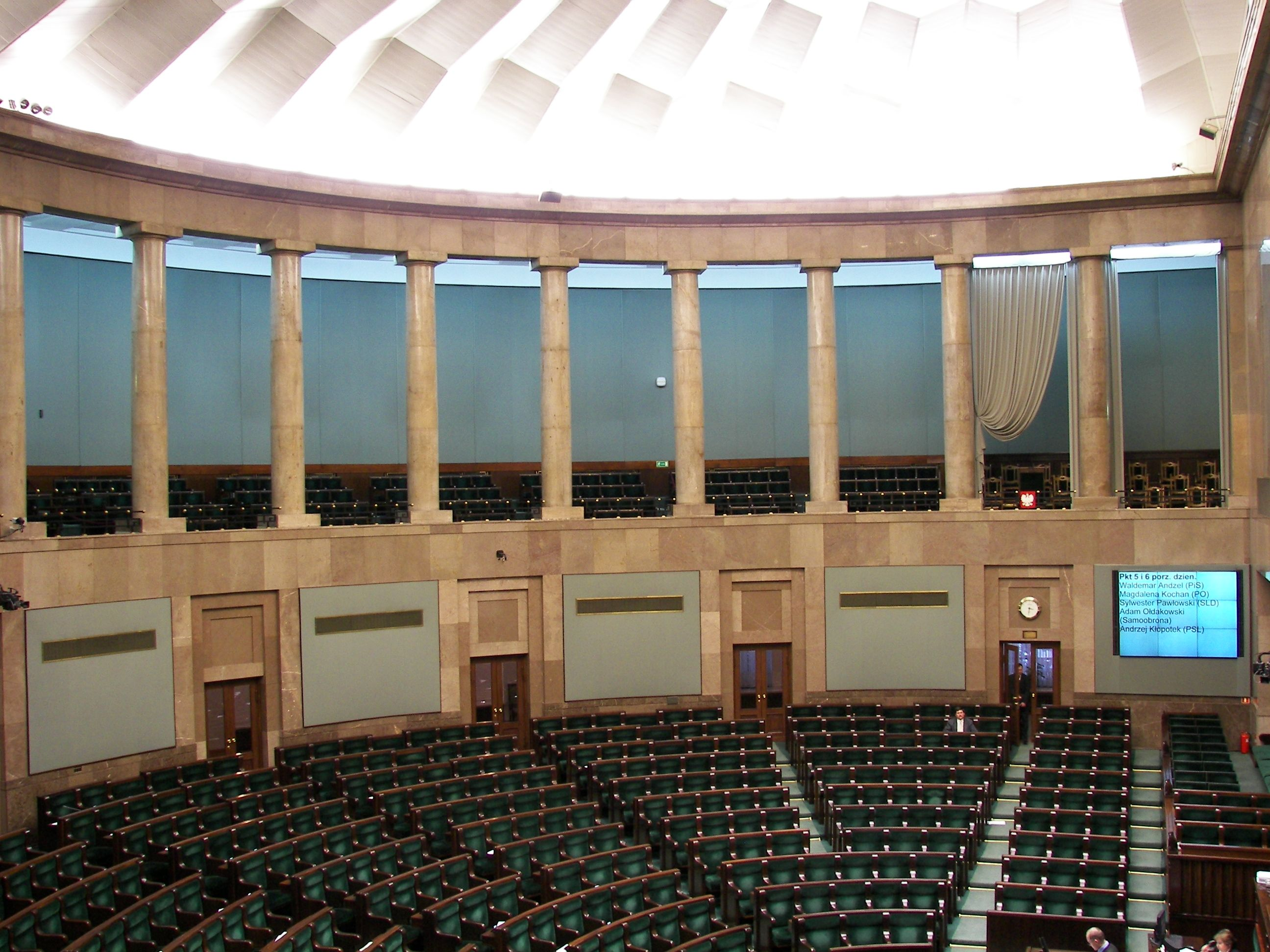
Hội trường
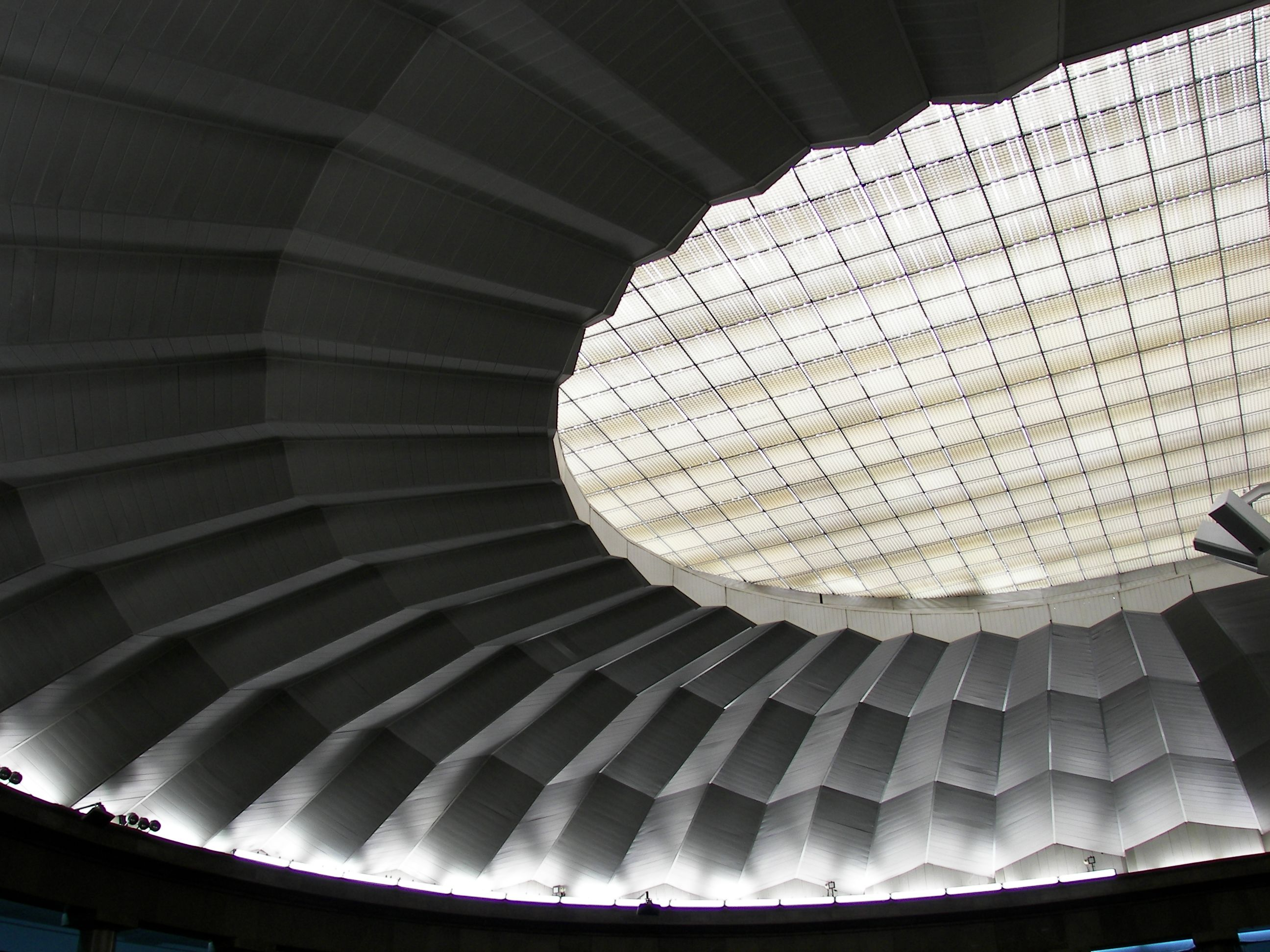
Trần nhà
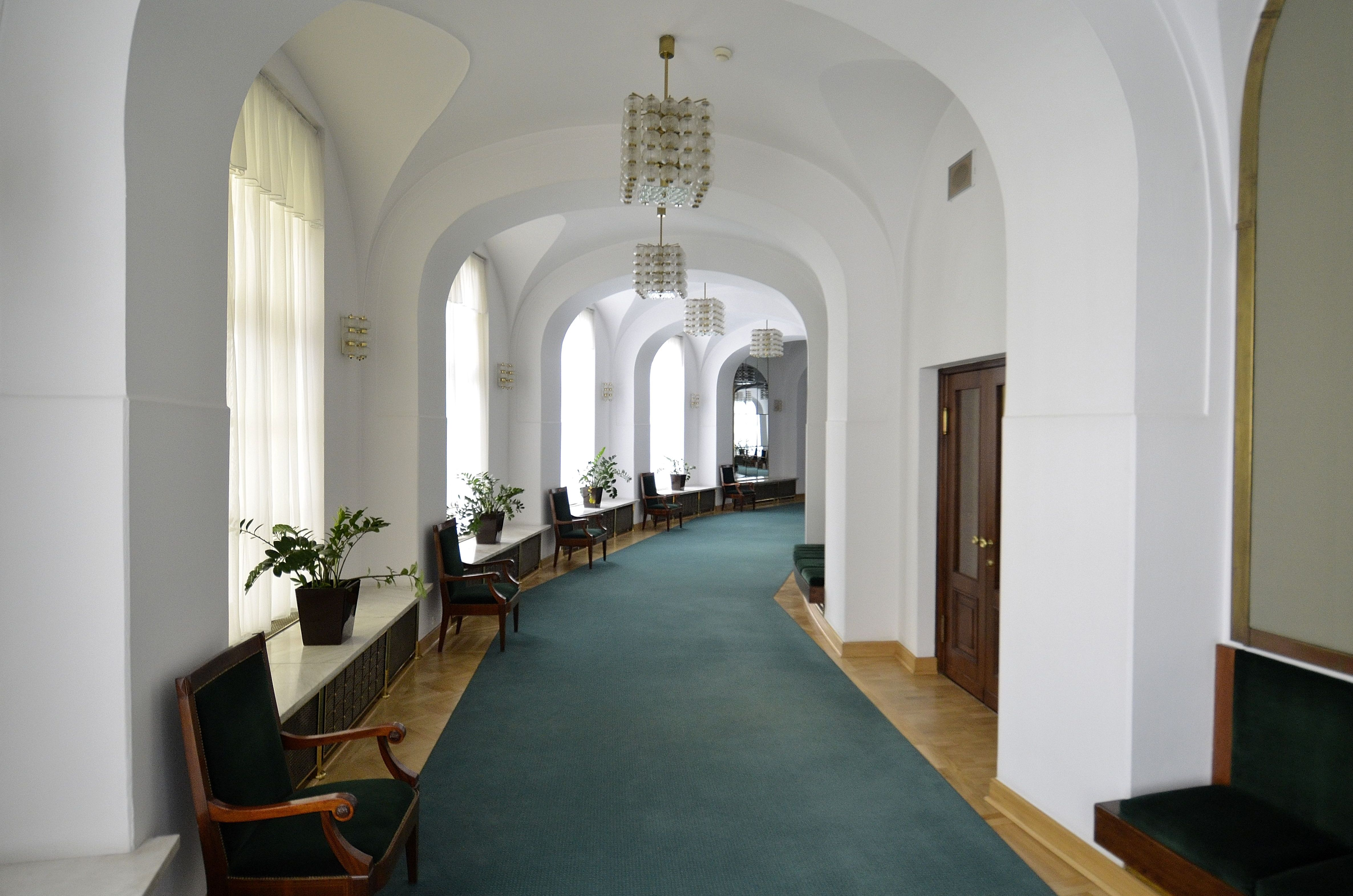
Hành lang của Hội trường

#### Hành lang Chủ tịch

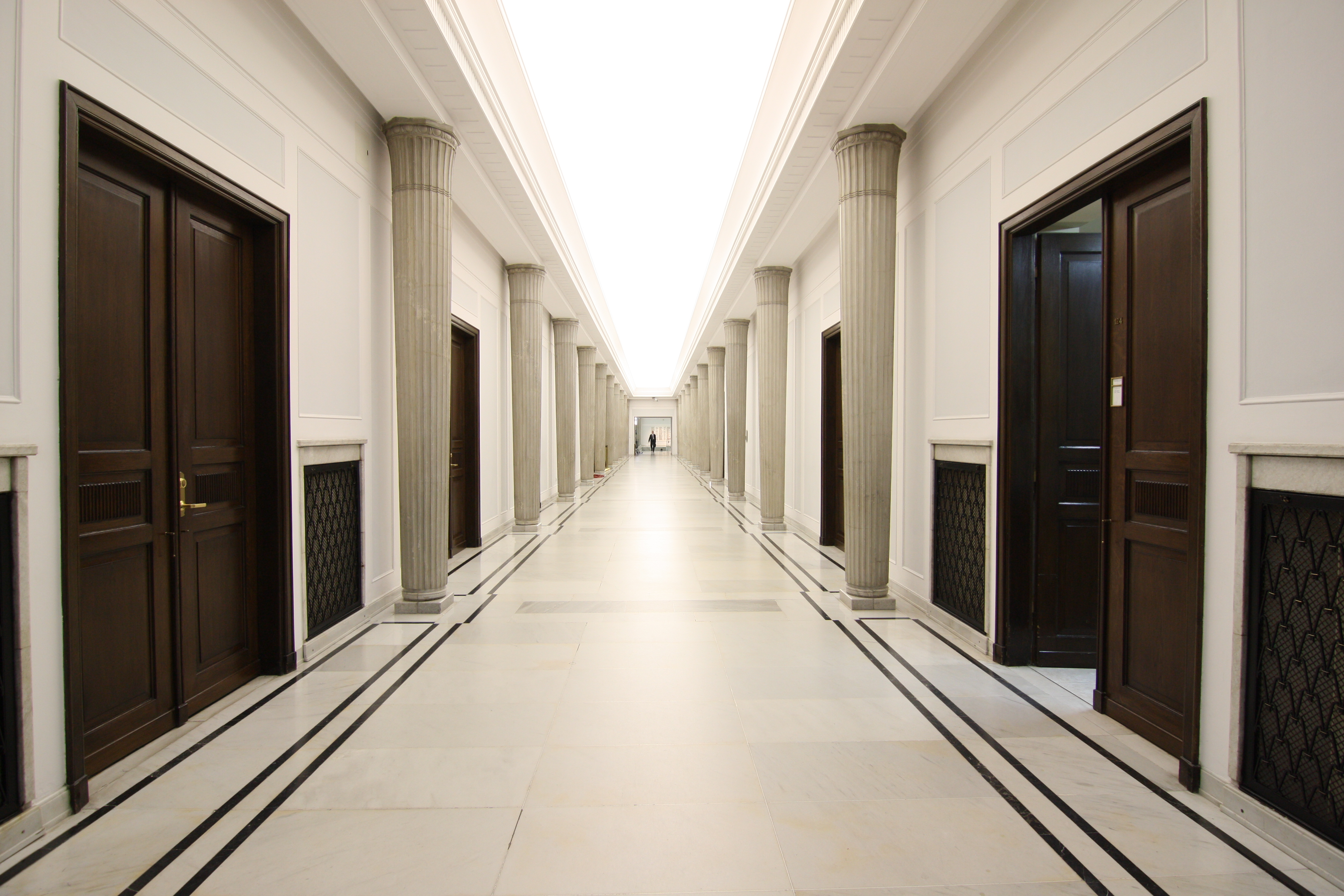
Hành lang Thống chế

#### Tòa nhà Thượng viện và Hội trường chính

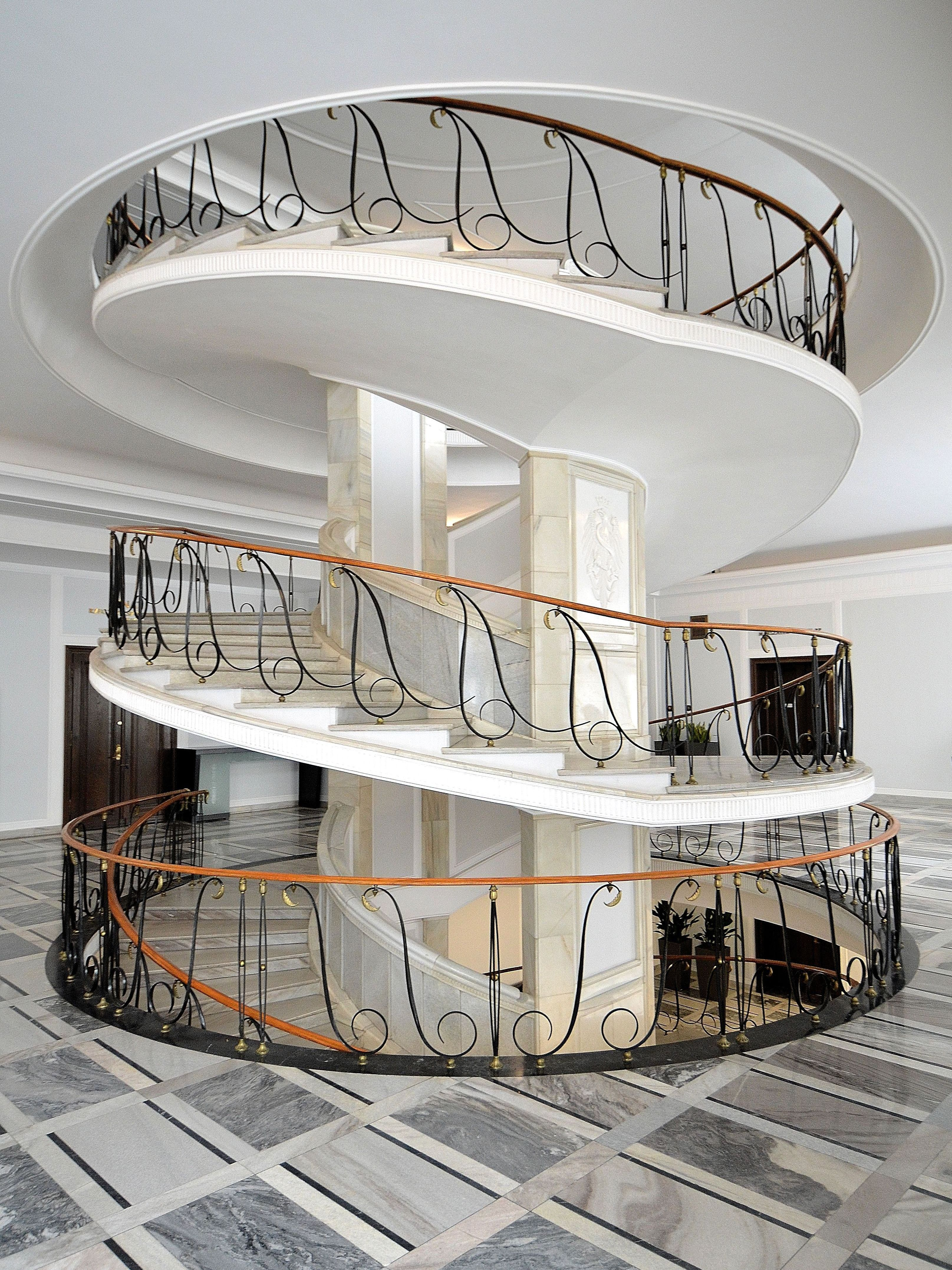
Cầu thang xoắn ốc mang tính biểu tượng trong Hội trường chính của tòa nhà Thượng viện

#### Tòa nhà ủy ban Quốc hội

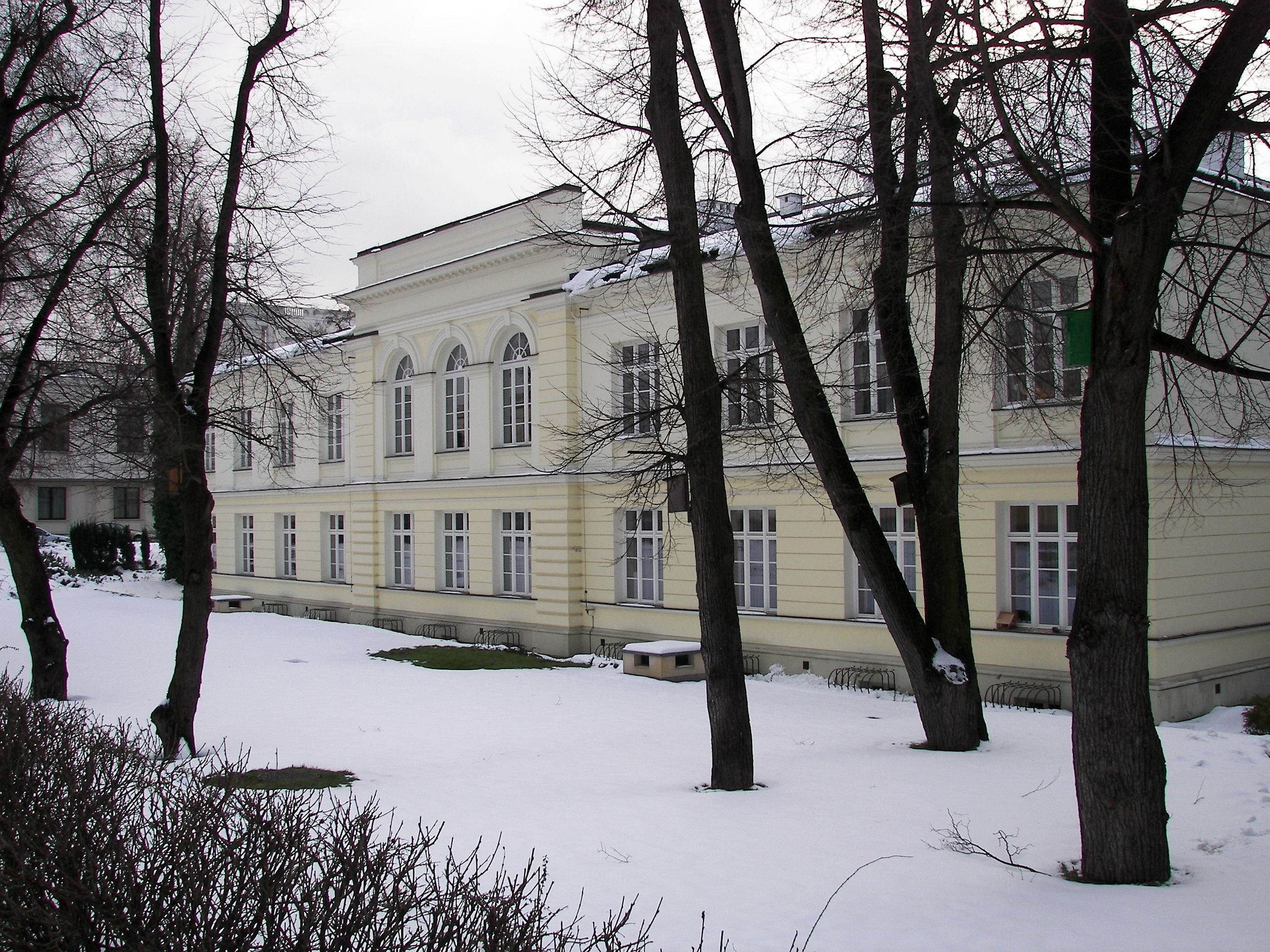
Tòa nhà ủy ban Quốc hội

#### Ngôi nhà cũ cho các thành viên của Quốc hội

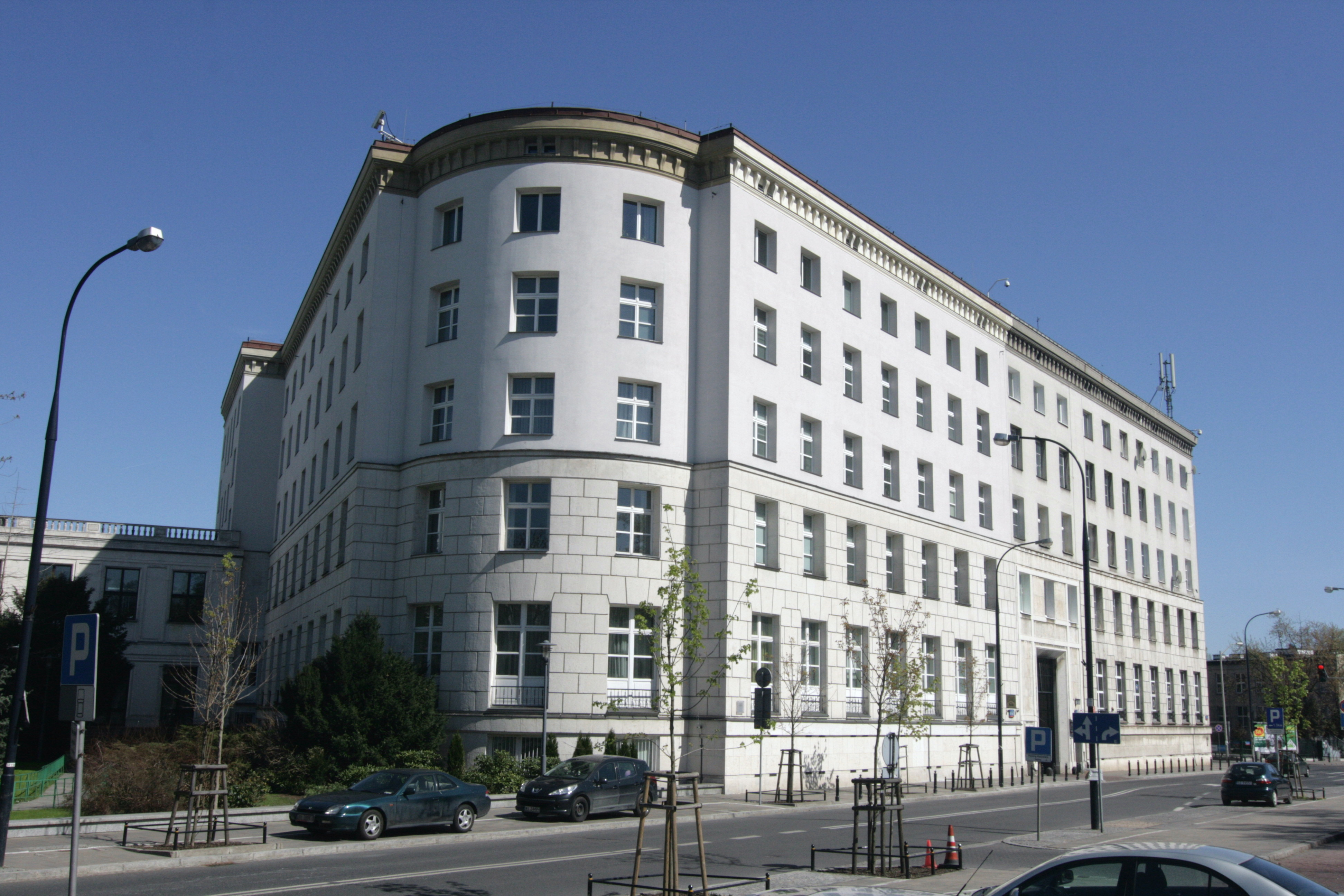
Thành viên cũ của Tòa nhà Quốc hội

Hiện tại, tòa nhà chứa Thư viện Quốc hội.

#### Tòa nhà mới cho các thành viên của Quốc hội

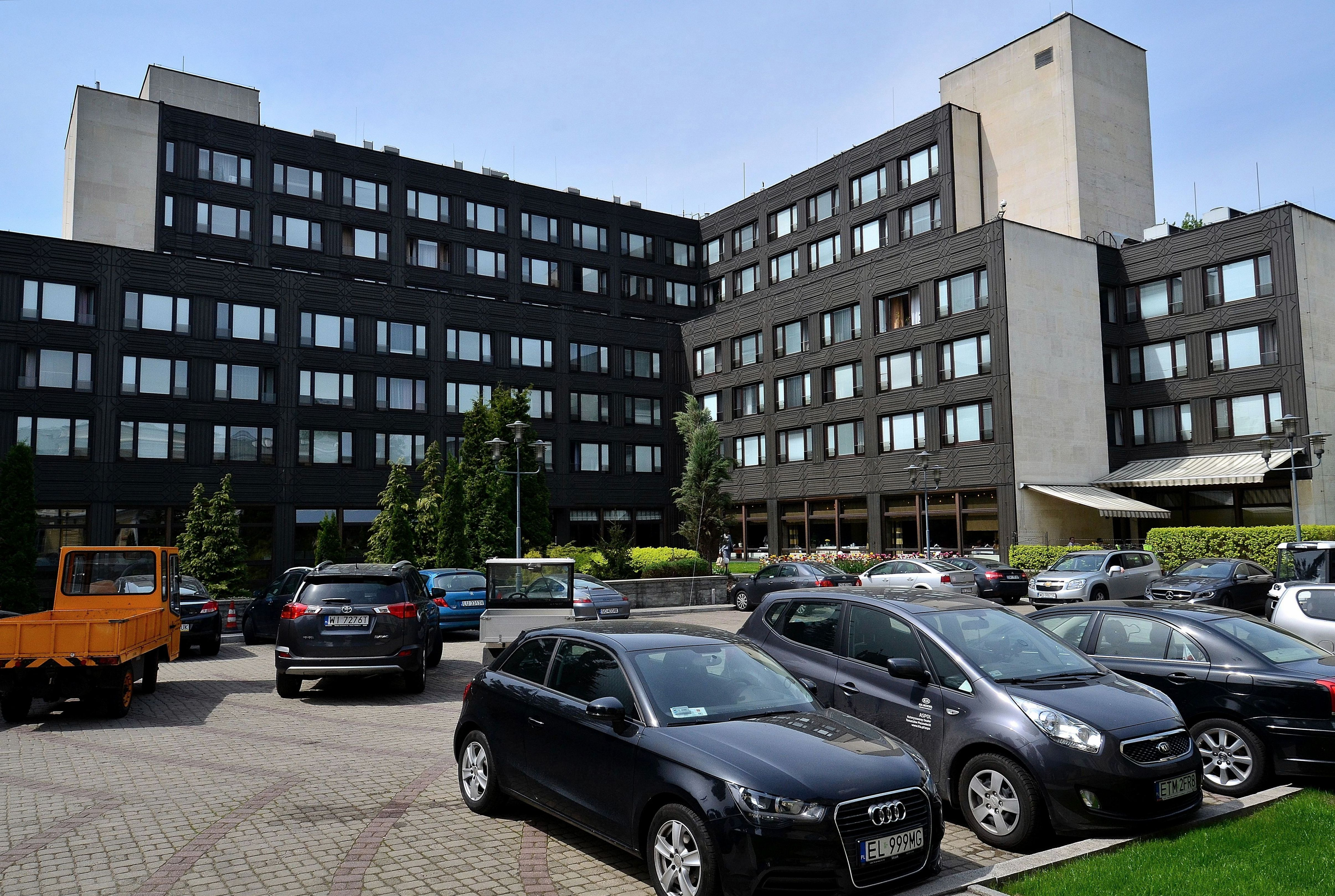
Thành viên mới của Tòa nhà Quốc hội

Khách sạn Quốc hội trước chiến tranh trở nên quá đông đúc trong những năm qua. Ngôi nhà mới cho các thành viên của Sejm được xây dựng bởi kiến trúc sư Małgorzata Handzelewicz-Wacławek, với sự hợp tác của Andrzej Kaliszewski. Tòa nhà được đưa vào sử dụng vào mùa xuân năm 1989.

#### Nhà nguyện Quốc hội
Thánh lễ được cử hành mỗi ngày, từ thứ Hai đến thứ Sáu, lúc 07:30, trong Nhà nguyện Quốc hội.

## Dự án khu phức hợp

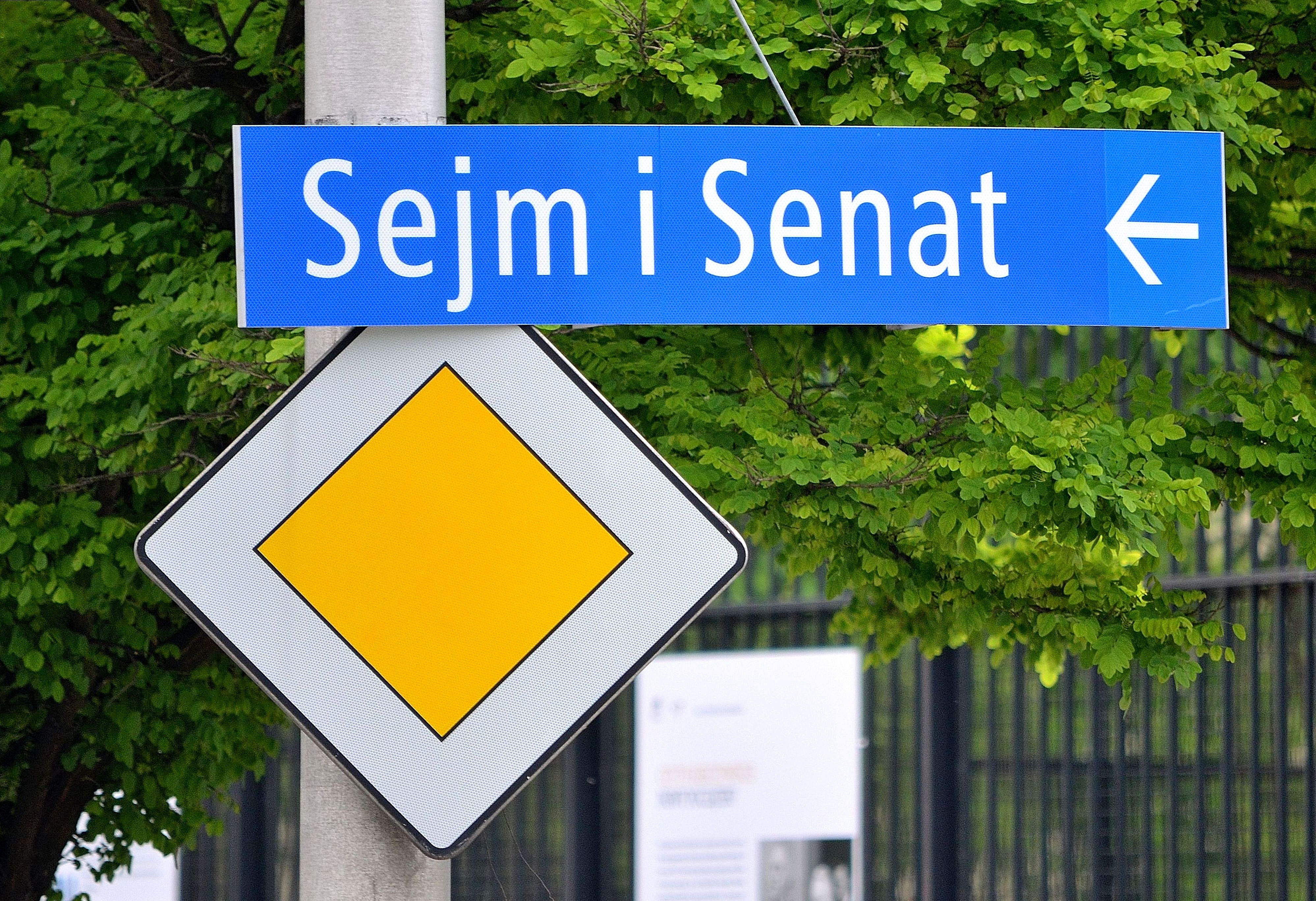
Biển báo nằm trong Khu liên hợp Quốc hội và Thượng viện (Phố Piękna)

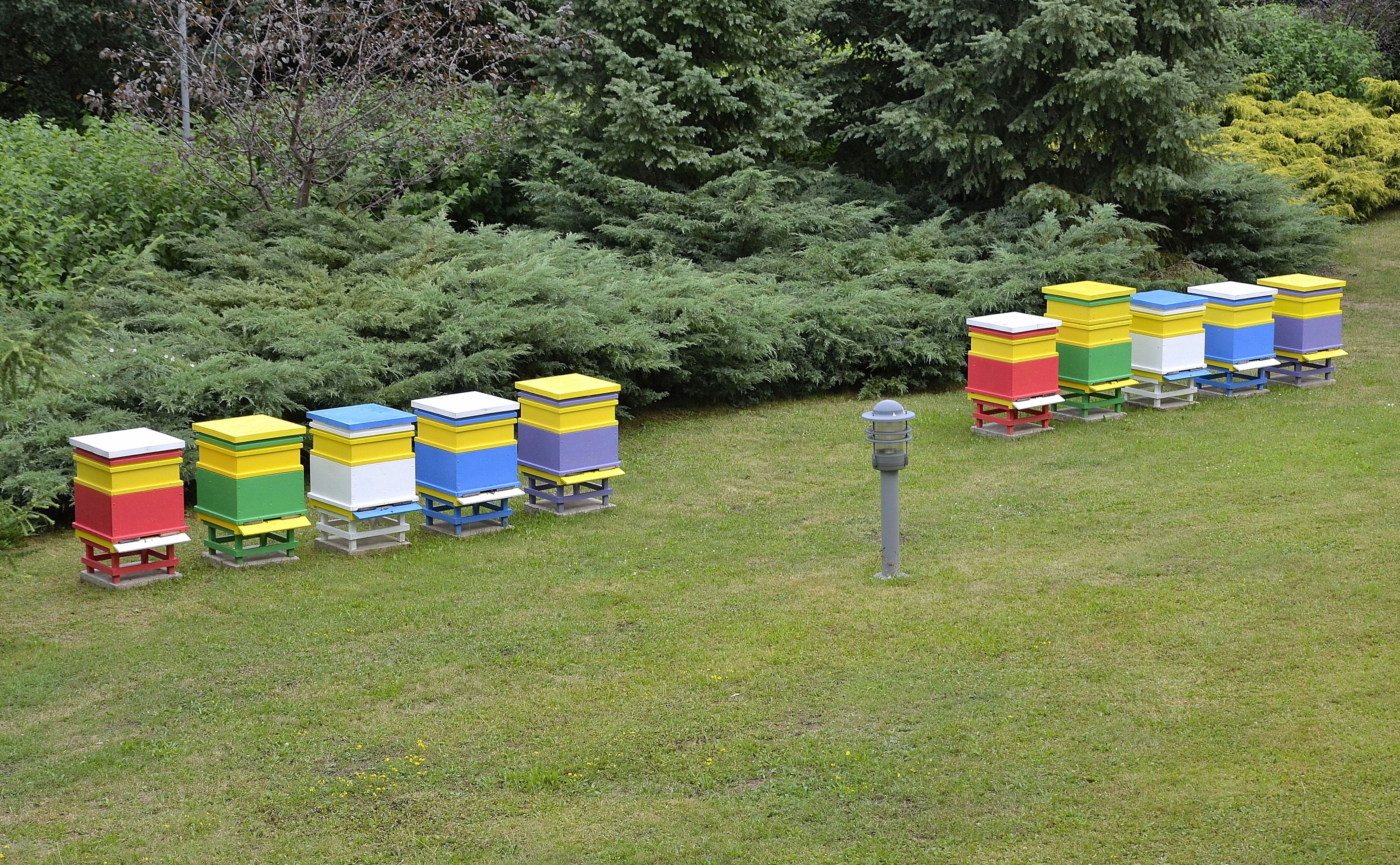
Nhà thờ của tòa nhà Thượng viện

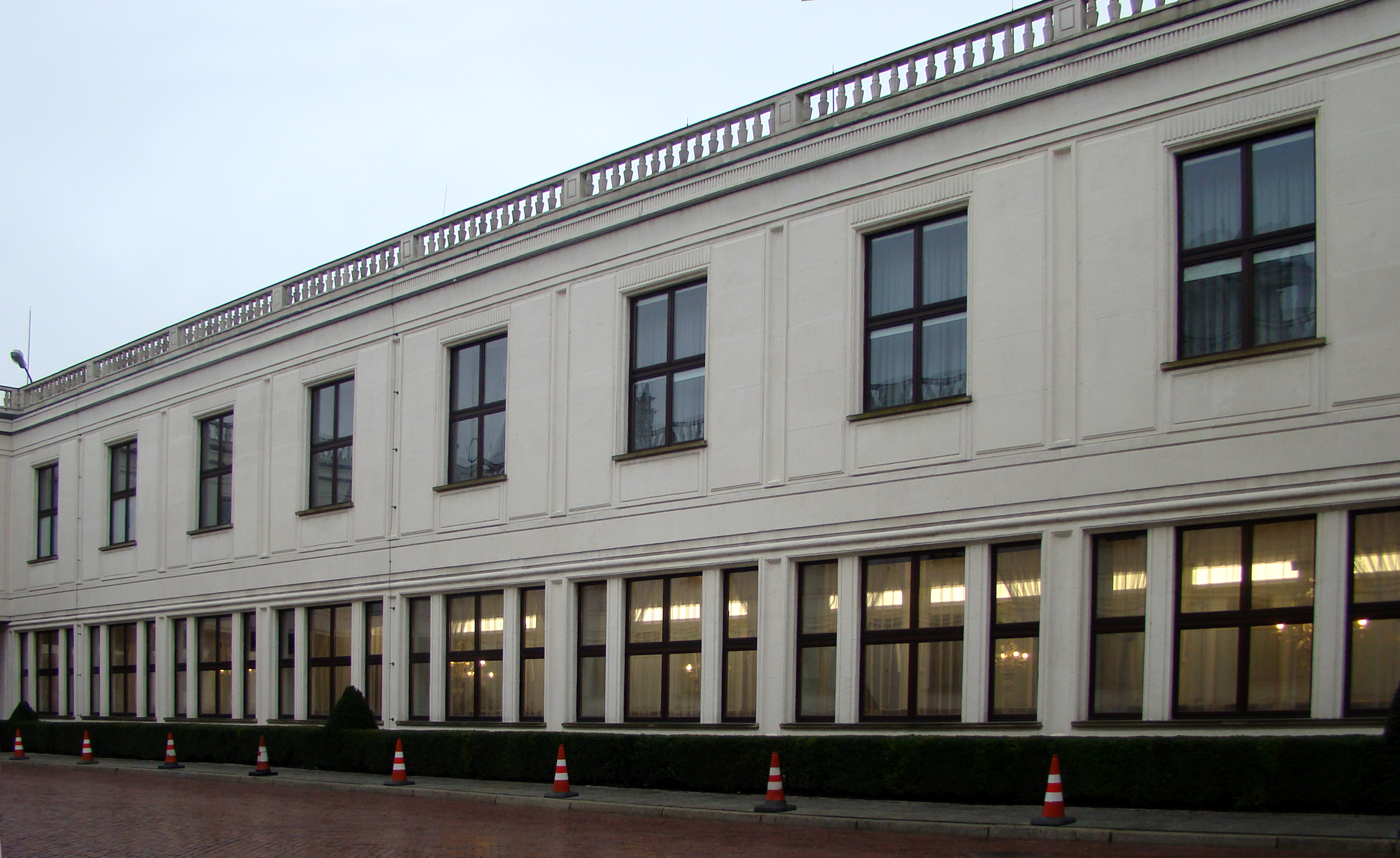
Tòa nhà chính Quốc hội

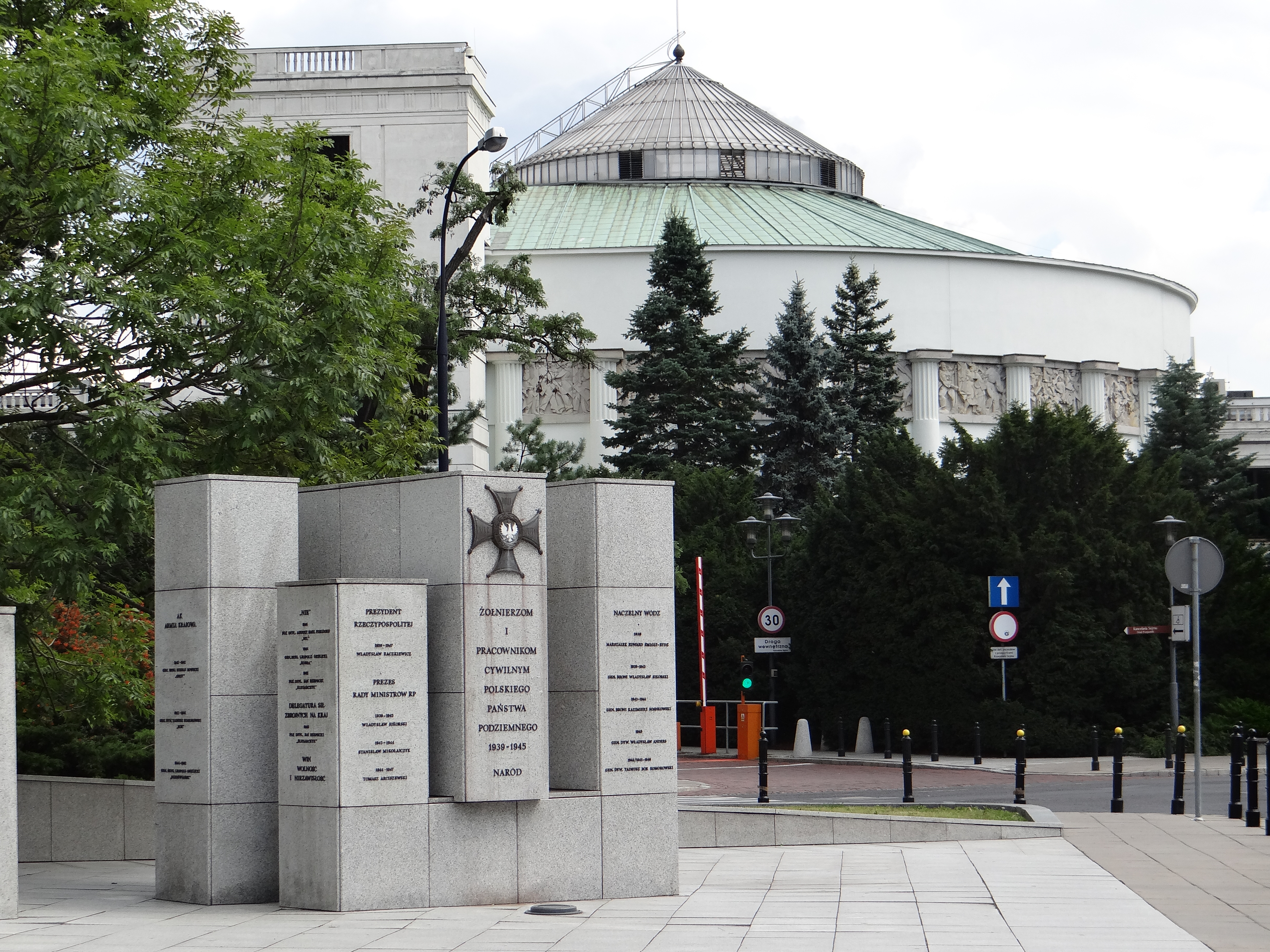
Đài tưởng niệm Nhà nước ngầm và Quân đội Ba Lan

Kế hoạch của các tòa nhà phức hợp Thượng viện Quốc hội. A - Phòng họp Thượng viện
B - tòa nhà hành chính
C, D - tòa nhà Quốc hội chính
E, F - Ngôi nhà mới cho các thành viên Quốc hội
G- Tòa nhà Ủy ban Quốc hội
H - tòa nhà hành chính, an ninh, hiệu sách
T - Hội trường Quốc hội
J - tòa nhà hành chính
K- Tòa nhà hành chính (Nhà cũ cho các thành viên Quốc hội), văn phòng Ủy ban Quốc hội, Thư viện Quốc hội
L, Ł - tòa nhà hành chính
N - Tòa nhà phân loại thư